# John Cox (ingénieur du son)
Pour les articles homonymes, voir Cox et John Cox.
Frederick John G. Cox, alias John Cox, est un ingénieur du son britannique né le 7 mai 1908 à Leicester (Angleterre) et mort en septembre 1972 à Londres (Angleterre).

## Filmographie (sélection)
- 1948 : Winslow contre le roi (The Winslow Boy) d'Anthony Asquith
- 1948 : Anna Karénine (Anna Karenina) de Julien Duvivier
- 1949 : Le Troisième Homme (The Third Man) de Carol Reed
- 1955 : Les Quatre Plumes blanches (Storm over the Nile) de Terence Young et Zoltan Korda
- 1955 : Des pas dans le brouillard (Footsteps in the Fog) d'Arthur Lubin
- 1957 : Le Pont de la rivière Kwaï (The Bridge on the River Kwai) de David Lean
- 1957 : Un roi à New York (A King in New York) de Charlie Chaplin
- 1959 : Notre agent à La Havane (Our Man in Havana) de Carol Reed
- 1959 : Soudain l'été dernier (Suddenly, Last Summer) de Joseph L. Mankiewicz
- 1959 : Les Chemins de la haute ville (Room at the Top) de Jack Clayton
- 1960 : Ailleurs l'herbe est plus verte (The Grass Is Greener) de Stanley Donen
- 1960 : Exodus d'Otto Preminger
- 1961 : Les Innocents (The Innocents) de Jack Clayton
- 1961 : Les Canons de Navarone (The Guns of Navarone) de J. Lee Thompson
- 1962 : Lawrence d'Arabie (Lawrence of Arabia) de David Lean
- 1963 : The Servant de Joseph Losey
- 1963 : Billy le menteur (Billy Liar) de John Schlesinger
- 1964 : Docteur Folamour (Dr Strangelove or: How I Learned to Stop Worrying and Love the Bomb) de Stanley Kubrick
- 1965 : L'Espion qui venait du froid (The Spy who Came in from the Cold) de Martin Ritt
- 1965 : Othello de Stuart Burge
- 1966 : Le Crépuscule des aigles (The Blue Max) de John Guillermin
- 1966 : Modesty Blaise de Joseph Losey
- 1966 : La Poursuite impitoyable (The Chase) d'Arthur Penn
- 1967 : Reflets dans un œil d'or (Reflections in a Golden Eye) de John Huston
- 1968 : Oliver ! de Carol Reed
- 1970 : Scrooge de Ronald Neame

## Distinctions

### Récompenses
- Oscars 1963 : Oscar du meilleur mixage de son pour Lawrence d'Arabie

### Nominations
- Oscars 1962 : Oscar du meilleur mixage de son pour Les Canons de Navarone
- Oscars 1965 : Oscar du meilleur mixage de son pour Becket
- BAFTA 1969 : BAFA du meilleur son pour Oliver !